# Salmoneloza
Salmoneloza je bakterijska infekcija tankog i debelog crijeva.